# Winnecke 4
Winnecke 4 (còn gọi là Messier 40 hay WNC 4) là cặp sao trong chòm sao Đại Hùng. Charles Messier phát hiện ra nó vào 1764 trong khi ông đang tìm một tinh vân mà Johann Hevelius đã thông báo trong vùng bầu trời này. Không thấy một tinh vân nào, Messier đã liệt kê cặp sao này vào danh lục. Sau đấy Friedrich August Theodor Winnecke đã phát hiện lại nó vào năm 1863. Robert Burnham gọi M40 "là một trong vài lỗi của danh lục Messier" khi Messier đã đưa cặp sao vào trong khi mục đích của ông là liệt kê các tinh vân.
Năm 1991, khoảng cách giữa hai sao đã được đo và bằng 51".7, con số này lớn hơn số liệu của Messier. Dữ liệu thu được từ nhà thiên văn Brian Skiff (2001) và Richard L. Nugent (2002) cho thấy đây chỉ là cặp sao thông thường mà chúng không hề có tương tác hấp dẫn với nhau